# Астрономія в Замбії
Астрономія в Замбії знаходиться на початковій стадії розвитку.
На початку 1960-х років шкільний вчитель Едвард Макука Нколосо (самопроголошений керівник неофіційної Національної академії наук, космічних досліджень та філософії Замбії), набув скандальної слави своєю нереалістичною космічною програмою. Планувалось, що його "афронавти" (африканські астронавти) будуть запускатись на Місяць і на Марс за допомогою системи катапульт. Натомість вони тренувались, спускаючись з гори в бочці, падаючи з перерізаних гойдалок і ходячи на руках. Уряд намагався максимально дистанціюватись від цієї програми, і вона ні до чого не призвела.
1998 року було створено Астрономічне товариство Замбії (англ. Zambia Astronomical Society), що поставило собі ціль сприяти астрономічній освіті в Замбії. Не зважаючи на відкрите членство, число членів товариство залишилось незначним навіть через кілька років після його утворення. Тим не менш, ця організація була корисною в інформуванні громадськості про сонячне затемнення 21 червня 2001 року і про небезпеку спостереження сонця неозброєним оком.
27 травня 1999 року була сформована Робоча група з космічних наук (англ. Working Group on Space Sciences), філія Робочої групи з космічних наук в Африці. У 1999 році факультет фізики Університету Замбії розіслав членські форми в різні установи і зареєстрував 38 членів робочої групи. Станом на 2008 рік члени групи представляли Університет Замбії, Замбійську телекомунікаційну компанію, Замбійську телерадіокомпанію, Метеорологічний департамент.
Значну роль в розвитку астрономії в Замбії відіграє співпраця з Південно-Африканською Республікою, зокрема з Південноафриканською астрономічною обсерваторією.
2014 року в Замбії відкрився офіс Астрономії для розвитку (англ. Astronomy for development) Міжнародного астрономічного союзу.
Планується будівництво в Замбії частини антен радіотелескопу Square Kilometre Array